# Горестная песнь о разорении Венгерского королевства татарами
Горестная песнь о разорении Венгерского королевства татарами (лат. Carmen Miserabile super Destructione Regni Hungariae per Tartaros facta) — написанное в середине XIII века на латинском языке сочинение сплитского архиепископа магистра Рогерия о завоевании монголами Венгрии во время Западного похода в 1241—1242 годах.

## Описание
Рукописи сочинения не сохранилось.

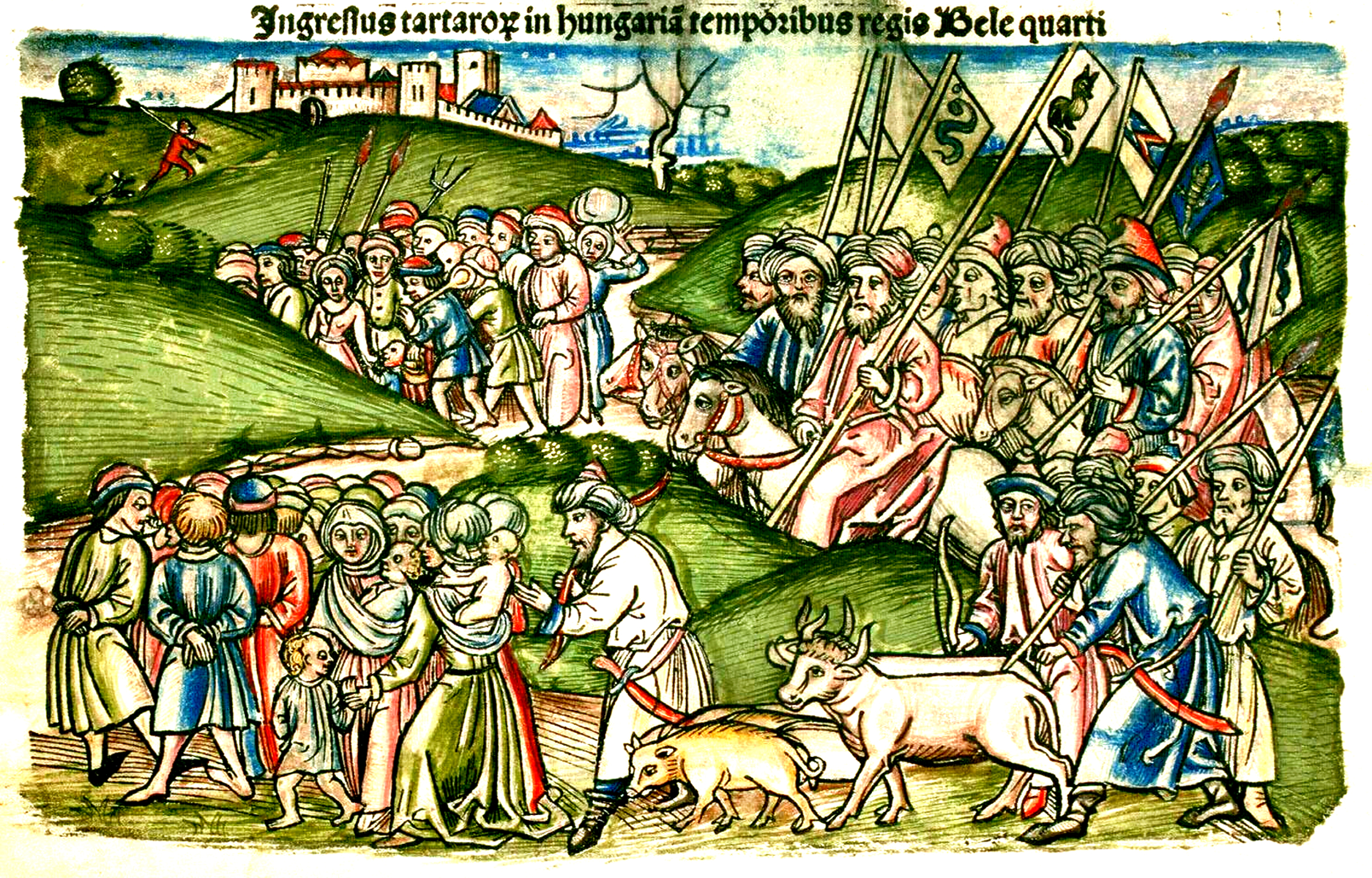
«Приход татар в Венгрию при короле Беле IV». Илл. из аугсбургского издания «Горестной песни» Т. Фегера и Э. Ратдольта 1488 г. (в составе хроники Я. Туроци)

В настоящее время текст «Горестной песни» реконструируется по двум первым печатным изданиям, сделанным в Аугсбурге и в Брно в 1488 году. В этих изданиях сочинение Рогерия было представлено как часть «Венгерской хроники» Яноша Туроци.
«Горестная песнь» состоит из 40 глав, в которых автор рассказывает о внутренней ситуации в Венгрии накануне монгольского нашествия, а также о самом вторжении, доводя свой рассказ до весны 1242 г., когда татарские войска оставили Венгрию.

## Издания
- M. Rogerius de destructione Hungariae per tartares // Rerum Hungaricarum scriptores varii. Historici, geographici. Francofurtum, 1600, p. 177—198;
- M. Rogerii Hungari, varadiensis capituli canonici, miserabile carmen, seu historia super destructione regni Hungariae temporibus Belae IV regis, per Tartaros facta / cura et studio Joannis Georgii Schwandtneri // Scriptores Rerum Hungaricarum veteres ac genuini. Pars Prima. Vindobona, 1766, p. 367—403;
- M. Rogerii canonici Varadiensis Carmen miserabile / ed. S. L. Endlicher // Rerum Hungaricarum. Monumenta Arpadiana. Sangalli, 1849, p. 255—296;
- Magistri Rogerii Carmen miserabile / ed. M. Florianus // Historia Hungaricae Fontes domestici. V. 4. Budapestinum, 1885, p. 45-87;
- Rogerii carmen miserabile super destructione regni Hungariae per Tartaros facta / ed. L. de Heinemann // MGH SS. T. 29. Hannover, 1892 [Leipzig, 1925], p. 547—567;
- Carmen Miserabile super Destructione Regni Hungariae per Tartaros / ed. L. Juhasz, in I Szentpetery // Scriptores Rerum Hungaricarum, 2 vols. (Budapest 1937—1938) 11, 543-88.

на русском языке:
- Магистр Рогерий. Горестная песнь о разорении Венгерского королевства татарами / пер. с лат. яз. и коммент. А. С. Досаева. СПб.: Дмитрий Буланин, 2012, 304 с.